# Lo Pont de l'Arn
Pont de Larn (en francès Pont-de-Larn) és un municipi francès situat al departament del Tarn i a la regió d'Occitània.

## Demografia
| 1962                                       | 1968  | 1975  | 1982  | 1990  | 1999  | 2007  |
| ------------------------------------------ | ----- | ----- | ----- | ----- | ----- | ----- |
| 2.099                                      | 2.297 | 2.304 | 2.311 | 2.525 | 2.737 | 2.863 |
| Des de 1962: població sense dobles comptes |       |       |       |       |       |       |

## Administració
| Període   | Identitat         | Partit |
| --------- | ----------------- | ------ |
| 2001-2008 | Sylvain Daures    |        |
| 2008-     | Christian Carayol |        |